# Токти
Токти́ (каз. Тоқты) — село у складі району імені Габіта Мусрепова Північноказахстанської області Казахстану. Входить до складу Салкинкольського сільського округу.
Населення — 99 осіб (2021; 128 у 2009, 221 у 1999, 186 у 1989).
Національний склад станом на 1989 рік:
- казахи — 100 %.

Колишня назва — Кедей, до 2009 року називалось Тахти.